# اريك نيكول
اريك نيكول هو كاتب كندي، ولد في 28 ديسمبر 1919، وتوفي في 2 فبراير 2011.

## وصلات خارجية
- اريك نيكول على موقع قاعدة بيانات برودواي على الإنترنت (الإنجليزية)